# Linzi Hateley

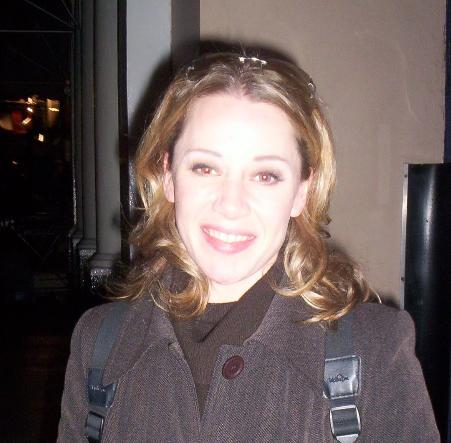
Linzi Hateley (2005)

Linzi Hateley (* 23. Oktober 1970 in Birmingham) ist eine englische Schauspielerin und Sängerin. Bekannt ist sie vor allem aus Musicals.

## Karriere

### Kindheit: Annie
Im Alter von 10 Jahren bewarb sich Linzi um die Hauptrolle der Verfilmung des Musicals Annie, wofür ihre Familie erstmals nach London reiste. Obwohl sie mehrere Recalls erfolgreich absolvierte, schaffte sie es letztlich nicht in den Film. Nachdem auch ihre Bewerbungen um eine Bühnenrolle für Aufführungen dieses Musicals in London fehlgeschlagen waren, schaffte sie es später zumindest, in Aufführungen in ihrer Heimatstadt Birmingham Nebenrollen zu besetzen.

### Erste Hauptrollen: Carrie und Les Misérables
Im Alter von 14 Jahren besuchte Hateley die Italia Conti Academy of Theatre Arts in London, an der sie drei Jahre blieb. Sie war zu dieser Zeit auch in diversen Episoden der BBC-Kinderserie Grange Hill zu sehen. Ihre erste Hauptrolle erhielt sie 17-jährig im Jahr 1988 im an Stephen Kings gleichnamigem Roman angelehnten Musical Carrie, die sie sowohl in Stratford-upon-Avon als auch am Broadway spielte. Jedoch sollte sich dieses Opus als einer der größten Broadway-Flops aller Zeiten erweisen. Ihre nächste Broadway-(Haupt-)Rolle war die der Éponine in Les Misérables, die sie rund zwei Jahre spielte. Auch heute noch wird Hately von vielen Kritikern als „die Éponine“ angesehen. Vom Lied On my Own aus dem Musical hat sie auch später noch Versionen aufgenommen, eine davon auf ihrem ersten Soloalbum 1992.

### Von Joseph bis London Road
1991 kam auch der Durchbruch auf Tonträger. In der Neuvertonung von Andrew Lloyd Webbers und Tim Rice’ Erstling Joseph and the Amazing Technicolor Dreamcoat mit dem damals sehr populären Jason Donovan als Joseph verkörperte Linzis Sopranstimme die der Erzählerin und trat in Stücken wie Prologue und Joseph's Coat deutlich hervor. Hately spielte diese Rolle auch regelmäßig in der nach diesem Arrangement ausgelegten Musical-Version im London Palladium, was ihr eine Nominierung für den Laurence Olivier Award einbrachte.
Hately sang in den folgenden Jahren die Betty Rizzo in Grease, die Nancy in Oliver!, neben der Éponine auch die Madame Thenardier in Les Misérables, die Roxie Hart in Chicago, die Martha in der Originalaufnahme der Musicalversion von The Secret Garden, die Winifred Banks in der Originalaufnahme des Musicals Mary Poppins und die Donna in Mamma Mia!. Auch spielte und sang sie in der Verfilmung der Musicalversion des Dickens-Klassikers A Christmas Carol („Dickens' Weihnachtsgeschichte“). Live sang sie auch weitere Klassiker wie I Know Him So Well aus Chess.
Im Jahr 2012 spielte Hateley die kleine Rolle einer Prostituierten in der Verfilmung von Les Misérables, sang jedoch nur im eher unspektakulären Lied Turning. In der Verfilmung des Musicals London Road sang sie 2015 die Helen.

## Filmographie
Linzi Hately spielte in den folgenden Verfilmungen mit:
- Grange Hill (BBC-Kinderserie; diverse Episoden; 1985)
- Joseph and the Amazing Technicolor Dreamcoat (Fernsehfilm zum Musical; 1991)
- Julie and the Cadillacs (1999)
- Eine Weihnachtsgeschichte nach Charles Dickens – Musical (Musical-Fernsehfilm; 2004)
- Les Misérables (Musicalverfilmung; 2012)
- London Road (Musicalverfilmung; 2015)

## Diskographie
Neben den Soundtracks zu Joseph, Les Misérables und anderen Musicals hat Linzi Hately drei eigene Alben herausgebracht:
- For The First Time (1992)
- Sooner or Later (1994)
- True Colours (2001)